# Un quart d'heure avec Arsène Lupin
Un quart d'heure avec Arsène Lupin est une pièce de théâtre en un acte de Maurice Leblanc.
Cette comédie est une version développée de la saynète Cinq minutes montre en main jouée le 20 août 1932  au casino d'Étretat pour une fête de bienfaisance à la demande de Raymond Lindon.
La pièce originale, se déroulant sur une plage de la Manche, était interprétée par Georgette Bourdon, la fille de Georges Bourdon, et Michel Brindejont, petit-fils du musicien Jacques Offenbach. 
Cette pièce a été publiée en 2015 dans la revue française L'Aiguille Preuve n°17 bis.

## Synopsis
De passage à Étretat pour quelques jours de vacances, Arsène Lupin enquête sur le vol des dix mille francs d'un touriste américain à l'hôtel des Roches Grises. Le gentleman-cambrioleur profite de son enquête pour rafler tous les bijoux trouvés dans les chambres d'hôtel qu'il visite.